# Qulpa
Qulpa, in tartaro Кульпа (... – 1360), è stato un condottiero mongolo, Khan dell'Orda d'Oro dal 1359 al 1360, anno della sua morte.

## Biografia
Successore del fratello maggiore Birde Bek, che aveva deposto l'anno prima avvelenandolo, così come era successo per il padre, il suo breve regno durò all'incirca un anno trascorso il quale venne assassinato da un altro fratello, Nawroz Khan.

## Discendenza
Ebbe due figli, Ivan e Mikhael, che vennero uccisi con lui nel 1360 da suo fratello Nawroz.